# 絕對庫侖
絕對庫侖（abC或aC）也稱為EMU電荷單位（emu of charge），是厘米-克-秒制的電磁單位制下的電荷單位，一絕對庫侖等於10庫侖。
絕對庫侖的英文名稱abcoulomb是由Arthur E. Kennelly在1903年開始使用，一開始是當作「厘米-克-秒制電磁單位制下的（絕對）電荷單位」的縮寫。絕對庫侖和cgs-emu制連貫，和也在1985年開始使用的另一個電荷單位庫侖不同。
CGS電磁單位制是厘米-克-秒制下的幾種單位制之一，其他厘米-克-秒制下的單位制有CGS靜電單位制及高斯單位制，這些單位制中的電荷單位是靜庫侖，不是絕對庫侖。
在CGS電磁單位制中，電流是安培定律定義的基本單位，而磁导率為一無因次量，在真空中的數值為1。因此此系統中一些方程式會出現光速的平方。
絕對庫侖的定義是由絕對安培（abA或aA）而來：假定二條分別載有一絕對安培的導線，距離一公分，其作用力為每公分2達因。而一絕對庫侖就是在電流為絕對安培時，1秒流過的電荷。